# Caraipa costata
Caraipa costata là một loài thực vật có hoa trong họ Calophyllaceae. Loài này được Spruce ex Benth. mô tả khoa học đầu tiên năm 1860.